# 韋爾比夫卡 (沙爾霍羅德區)
48°42′5″N 28°21′7″E / 48.70139°N 28.35194°E
韋爾比夫卡（烏克蘭語：Вербівка），是烏克蘭的村落，位於該國西南部文尼察州，由日梅林卡區負責管轄，面積12.78平方公里，海拔高度234米，2001年人口313，人口密度每平方公里24.49人。